# Justyna Zembrzuska
Justyna Zembrzuska (ur. 3 marca 1986) – polska lekkoatletka, specjalizująca się w biegu na 800 metrów oraz w sztafecie 4 x 400 metrów.

## Kariera
Zawodnicznka klubów: MKLA Ziemia Mławska (2001), UMKS Ziemia Mławska (2002), Ostrowianka Ostrów Mazowiecka (2003-2005), AZS-AWF Warszawa (2006-2015). Dwukrotna mistrzyni Polski w sztafecie 4 x 400 metrów (2010 i 2011) oraz dwukrotna brązowa medalistka mistrzostw Polski w biegu na 800 metrów (2009 i 2010) i brązowa medalistka halowych mistrzostw Polski w biegu na 400 metrów (2010).
Rekordy życiowe: 400 metrów - 55,20 (2009), 800 metrów 2:03,10 (2011), 1500 metrów - 4:19,24 (2011).